# Имидодибромид ртути(II)
Имидодибромид ртути(II) — неорганическое соединение,
имид ртути и бромистоводородной кислоты
с формулой Hg2(NH)Br2,
жёлтые кристаллы.

## Получение
- Добавление к кипящему раствору бромида ртути(II) раствора смеси аммиака и бромида аммония:

{\displaystyle {\mathsf {2HgBr_{2}+3NH_{3}\ {\xrightarrow {100^{o}C}}\ Hg_{2}(NH)Br_{2}\downarrow +2NH_{4}Br}}}

## Физические свойства
Имидодибромид ртути(II) образует жёлтые кристаллы
тригональной сингонии,
пространственная группа P 321,
параметры ячейки a = 0,6971 нм, c = 0,6165 нм, Z = 2
.
Не растворяется в воде и органических растворителях,
растворяется в растворах цианистого калия и иодида калия.